# Saverkeitfärjan
Saverkeit färjan är en linfärja (vajerfärja) som trafikerar mellan Houtskär i Pargas, Finland. Färjpassets längd är 427 meter. Färjan trafikerar dygnet runt utan tidtabell. Färjan har en bärighet på 44 ton och utrymme för ca. 10 personbilar.
Den nuvarande färjan är Lautta #181 byggdes 1972 av Parkano Oy i Finland. 